# Фарго (ТВ серија)
Фарго (енгл. Fargo) америчка је црно-хумористичка криминалистичко-драмска телевизијска серија творца и примарног писца Ное Холија. Серија је инспирисана истоименим филмом из 1996. године, који су написала и режирала браћа Коен, и одвија се унутар истог универзума. Коенови су били импресионирани Холијевим сценаријем и пристали су бити именовани за извршне продуценте. Премијера серије била је 15. априла 2014. године на FX-у, и прати антологијски формат, при чему је свака сезона смештена у различито доба и место, са другом причом и углавном новим ликовима и глумачким улогама, мада постоји мање преклапање. Свака сезона је под јаким утицајем различитих филмова браће Коен, од којих свака садржи бројне референце на њих.
Прва сезона, смештена од јануара 2006. до фебруара 2007. године у Минесоти и Северној Дакоти, у којој глуме Били Боб Торнтон, Алисон Толман, Колин Хенкс и Мартин Фриман, добила је широко признање критичара. Освојила је награде Еми за ударне термине за најбољу мини-серију, најбољу режију и најбољи кастинг, и додатних 15 номинација укључујући за најбољи сценарио, још једну номинацију за најбољу режију, и глумачке номинације за четири главна глумца. Такође је освојила награде Златни глобус за најбољу мини-серију или телевизијски филм и најбољег глумца – мини-серија или телевизијски филм за Торнтона.
Друга сезона, смештена у марту 1979. године у Минесоти, Северној Дакоти и Јужној Дакоти и у којој играју Кирстен Данст, Патрик Вилсон, Џеси Племонс, Џин Смарт и Тед Дансон, добила је широко признање критичара. Добила је три номинације за Златни глобус, заједно са неколико номинација за Еми укључујући за најбољу мини-серију, и глумачке номинације за Данстову, Племонса, Смартову и Бокима Вудбајна.
Трећа сезона, смештена у 2010. годину у Минесоти и у којој играју Јуан Макгрегор, Кари Кун, Мери Елизабет Винстед, Горан Богдан и Дејвид Тјулис, премијерно је емитована 19. априла 2017. године. Као и претходне сезоне, наишла је на признање критичара, и добила је номинације за Еми укључујући за најбољу мини-серију, и глумачке номинације за Макрегора, Кунову и Тјулиса. Добила је три номинације за Златни глобус, за најбољу ограничену серију, и за глуму Макгрегора и Тјулиса, док је Макгрегор освојио награду у својој категорији.
Четврта сезона, смештена у 1950. годину у Канзас Ситију и у којој играју Крис Рок, Џеси Бакли, Џејсон Шварцман, Бен Вишо и Џек Хјустон, премијерно је емитована 27. септембра 2020. године и добила је углавном позитивне критике, иако није био тако хваљена као претходне сезоне.
Пета сезона, смештена у 2019. годину у Северну Дакоту и Минесоту и у којој играју Џуно Темпл, Џенифер Џејсон Ли, Џон Хам, Џо Кири, Ламорн Морис, Рича Мурџани и Дејв Фоли, премијерно је емитована 21. новембра 2023. године.

## Преглед серије
| Сезона | Сезона | Епизоде | Епизоде | Оригинално емитовање | Оригинално емитовање |
| Сезона | Сезона | Епизоде | Епизоде | Премијера            | Финале               |
| ------ | ------ | ------- | ------- | -------------------- | -------------------- |
|        | 1.     | 10      | 10      | 15. април 2014.      | 17. јун 2014.        |
|        | 2.     | 10      | 10      | 12. октобар 2015.    | 14. децембар 2015.   |
|        | 3.     | 10      | 10      | 19. април 2017.      | 21. јун 2017.        |
|        | 4.     | 11      | 11      | 27. септембар 2020.  | 29. новембар 2020.   |
|        | 5.     | 10      | 10      | 21. новембар 2023.   | 16. јануар 2024.     |

### 1. сезона (2014)
Године 2006, Лорн Малво (Били Боб Торнтон) пролази кроз Бемиџи, и утиче на заједницу – укључујући и продавача осигурања Лестера Најгарда (Мартин Фриман) – својом злобом, насиљем и обманом. У међувремену, заменица Моли Солверсон (Алисон Толман) и полицајац Дулута, Гас Гримли (Колин Хенкс), удружују се како би решили низ убистава за које верују да би могли бити повезани са Малвом и Најгардом.

### 2. сезона (2015)
Године 1979, козметичарка Пеги Бламквист (Кирстен Данст), и њен супруг, месар Ед Бламквист (Џеси Племонс), из Луверна, прикрили су њено убиство Раја Герхарта (Киран Калкин), сина Флојс Герхарт (Џин Смарт), матријарха злочиначке породице Герхарт у Фаргу. У међувремену, државни полицајац, Лу Солверсон (Патрик Вилсон), и његов таст, шериф Хенк Ларсон (Тед Дансон), истражују троструко убиство у локалној залогајници повезаном са Рајем.

### 3. сезона (2017)
Године 2010, службеник за условну казну Сент Клауда, Реј Стаси (Јуан Макгрегор), и његова условно отпуштена девојка, Ники Сванго (Мери Елизабет Винстед), сањају о бољем, богатијем животу. Да би то постигли, покушавају да украду вредну винтажну марку од Рејовог успешнијег старијег брата, Емита (кога такође тумачи Макгрегор), самопроглашеног „Краља Паркиралишта Минесоте”. Међутим, њихови планови су се изјаловили и пар ускоро мора сакрити своју умешаност у две смрти, укључујући очуха бивше шефице полиције у Иден Валију, Глорије Бергл (Кари Кун). У међувремену, Емит жели да врати позајмљени новац сумњивом предузећу од пре две године, али мистериозно предузеће и њени запослени, предвођени В. М. Варгом (Дејвид Тјулис) и Јуријем Гурком (Горан Богдан), имају друге планове.

### 4. сезона (2020)
Године 1950, Cannon Limited, којим предводи Лој Канон (Крис Рок), прети да ће узурпирати породицу Фада, коју води Ђосто Фада (Џејсон Шварцман), као владајућу криминалну организацију у Канзас Ситију. У настојању да одрже мир, групе се слажу да поштују традицију размене најмлађих синова између два домаћинства. Међутим, савез је угрожен доласком Ђостовог храброг брата, Гаетана (Салваторе Еспозито), као и неортодоксним радњама које је предузела медицинска сестра, Оријета Мејфлауер (Џеси Бакли). У међувремену, Оријетина тинејџерска комшиница, Етелрида Перл Сматни (Е'мири Крачфилд), открива да су њени родитељи дужни Cannon Limited-у, што је доводи у питање криминалних активности Канзас Ситија.

### 5. сезона (2023−24)
Године 2019, домаћицу из Скандије, Дороти „Дот” Лајон (Џуно Темпл), киднапују Ула Мунк (Сем Спруел) и његов саучесник, али успева да побегне уз помоћ полицајца из Северне Дакоте, Вита Фара (Ламорн Морис), и врати се кући, тврдећи мужу Вејну (Дејвид Рисдал) да није било отмице. Док Фар и заменица из Скандије, Индира Олмстед (Рича Мурџани), истражују случај, Мунк долази у сукоб са човеком који га је ангажовао; Ројем Тилманом (Џон Хам), корумпираним шерифом округа Старк и Дотиним првим мужем, од кога је побегла десет година раније. Поред Тилмана, Мунка и полиције, Дот мора да се бори и са Вејновом мајком милијардерком Лорејн (Џенифер Џејсон Ли), директорком агенције за наплату дугова која сумња да је Дот лажирала киднаповање како би јој изнудила новац.

## Улоге и ликови

### 1. сезона
- Били Боб Торнтон као Лорн Малво
- Алисон Толман као заменица Моли Солверсон
- Колин Хенкс као полицајац Гас Гримли
- Мартин Фриман као Лестер Најгард

### 2. сезона
- Кирстен Данст као Пеги Бламквист
- Патрик Вилсон као државни полицајац Лу Солверсон
- Џеси Племонс као Ед Бламквист
- Џин Смарт као Флојд Герхарт
- Тед Дансон као шериф Хенк Ларсон

### 3. сезона
- Јуан Макгрегор као Емит и Реј Стаси
- Кари Кун као Глорија Бергл
- Мери Елизабет Винстед као Ники Сванго
- Горан Богдан као Јури Гурка
- Дејвид Тјулис као В. М. Варга

### 4. сезона
- Крис Рок као Лој Канон[14]
- Џеси Бакли као Оријета Мејфлауер[14]
- Џејсон Шварцман као Ђосто Фада[14]
- Бен Вишо као Раби Милиган[14]
- Џек Хјустон као Одис Веф[14]
- Салваторе Еспозито као Гаетано Фада[14]
- Е'мири Крачфилд као Етелрида Перл Сматни[14]
- Ендру Берд као Терман Сматни[14]
- Анџи Вајт као Дибрел Сматни[14]
- Џереми Харис као Леон Битл[14]
- Метју Елам као Лемјуел Канон[15]
- Кори Хендрикс као Оми Спаркман[15]
- Џејмс Винсент Мередит као Опал Ракли
- Франческо Аквароли као Ебал Виоланте[14]
- Гаетано Бруно као Констант Каламита[14]
- Стивен Спенсер као др Дејвид Харвард
- Карен Алдриџ као Зелмер Рулет[16]

### 5. сезона
- Џуно Темпл као Дороти „Дот” Лајон
- Џенифер Џејсон Ли као Лорејн Лајон
- Дејвид Рисдал као Вејн Лајон
- Џо Кири као Гејтор Тилман
- Ламорн Морис као Вит Фар
- Рича Мурџани као Индира Олмстед
- Сем Спруел као Ула Мунк
- Сијена Кинг као Скоти Лајон
- Дејв Фоли као Дејниш Грејвс
- Џон Хам као шериф Рој Тилман

## Продукција
Године 1997, снимљен је пилот за намеравану телевизијску серију темељену на филму. Радња смештена у Брејнерду убрзо након догађаја у филму, у ком глуме Иди Фалко као Марџ Гандерсон и Брус Боун који понавља своју улогу полицајца Луа. Режирала га је Кети Бејтс и није укључивала браћу Коен. Епизода је емитована 2003. године, током серије Brilliant But Cancelled, која је о неуспелим ТВ серијама, Trio-а.
Године 2012, објављено је да FX, са браћом Коен као извршним продуцентима, развија нову телевизијску серију темељену на филму 1996. награђеним Оскаром. Касније је објављено да ће адаптација бити ограничена серија од десет епизода. Дана 2. августа 2013, објављено је да је Били Боб Торнтон потписан да глуми у серији. Дана 27. септембра 2013, Мартин Фриман је такође потписан за главну улогу. Дана 3. октобра 2013, објављено је да је Колин Хенкс добио улогу полицајца Дулута, Гаса Гримлија. Продукција је почела крајем 2013. године, а снимање се одвијало у Калгарију и околини.
Серија је смештена у исти измишљени универзум као и филм, у којем су се 1987. године одиграли догађаји између Минеаполиса и Брејнерда. Прва сезона приказује закопани новац од откупнине из филма у мањем подзаплету. Осим тога, направљене су бројне референце које повезују серију са филмом. Additionally, a number of references are made connecting the series to the film.
Након обнове серије у јулу 2014, творац Ноа Холи открио је да ће се друга сезона одиграти 1979. и фокусирати се на Су Фолс, како су у првој сезони споменули Лу Солверсон и други. Десет епизода смештено је у Луверну, Фаргу и Су Фолсу. Холи се сложио да се то догађа пре догађаја у филму, али верује да се све приче повезују: „Свиђа ми се идеја да негде напољу постоји велика књига с кожним повезом која је историја правог злочина на Средњем западу и филм је био 4. поглавље; Прва сезона је била 9. поглавље; и [2. сезона] је 2. поглавље”, рекао је. „Можете окренути странице ове књиге и једноставно ћете пронаћи ову збирку прича. ... Али свиђа ми се идеја да су те ствари некако повезане, било линеарно или дословно или тематски. То је оно са чиме се играмо.” Ова књига је издата у 2. сезони, 9. епизоди, „Замак”. Продукција друге сезоне почела је у Калгарију 19. јануара 2015. године, а завршена 20. маја 2015. Први тизер за другу сезону издат је 17. јуна 2015. године.
Продукција треће сезоне почела је у јануару 2017. у Калгарију. Продукција четврте сезоне прекинута је у марту 2020. због пандемије ковида 19. Премијера сезоне је првобитно била заказана за 19. април 2020. године, пре прекида. Снимање четврте сезоне настављено је крајем августа 2020.

## „Ово је истинита прича”
Као и код оригиналног филма, свака епизода почиње преклапајућим текстом:
| „ | Ово је истинита прича. Приказани догађаји догодили су се [године] у [локацији]. На захтев преживелих, имена су промењена. Из поштовања према мртвима, остало је испричано тачно онако како се догодило. | ” |

Као и са филмом, ова тврдња није тачна. Шоуранер Ноа Холи наставио је да користи уређај Коенових, рекавши да му је то омогућило да „исприча причу на нов начин”. Холи се даље поиграо са реализмом приче; одговарајући на упите о Чарлију Герхарту, лику из друге сезоне, изјавио је: „Ако је тамо, волео бих да од њега једног дана добијем писмо у којем ће ми рећи како је испало.”
На телевизијском фестивалу у Остину 2017. у Остину, Холи је даље расправљао о ознаци серије „истинита прича”: „Па шта то уопште значи—речи 'истинита прича'?” рекао је. „Заиста сам желео да то деконструишем ову годину.” Он се присетио једне од реченица које је изговорио Сај Фелц, лик Мајкла Сталбарга: „'Свет је погрешан—изгледа као мој свет, али све је другачије.' То је оно што истражујемо ове године.”

## Издање
Серија је дебитовала 15. априла 2014. године FX-у и FXX-у у Канади; остале епизоде приказане су на FXX-у. Следећег дана, премијера је била на Channel 4-у у УК-у. Дана 1. маја 2014. године, премијера је била на SBS One-у у Аустралији, и на SoHo-у на Новом Зеланду.
Серија је дебитовала 28. јануара 2015. године на AMC-ју у Србији. Дана 20. октобра 2016. године, премијера је била на РТС 1. Дана 1. децембра 2017. године, премијера је била на HBO Go-у у Србији, Српској и Црној Гори.

## Пријем

### Одговор критичара
| Сезона | Сезона | Одговор критичара | Одговор критичара |                  |                 |
| ------ | ------ | ----------------- | ----------------- | ---------------- | --------------- |
| Сезона | Сезона |                   | 1.                | 97% (60 критика) | 85 (40 критика) |
|        | 2.     | 100% (60 критика) | 96 (33 критика)   |                  |                 |
|        | 3.     | 93% (65 критика)  | 89 (32 критика)   |                  |                 |
|        | 4.     | 81% (47 критика)  | 68 (33 критика)   |                  |                 |
|        | 5.     | 93% (55 критика)  | 80 (34 критике)   |                  |                 |

#### 1. сезона
Прва сезона добила је одобрење критичара; на Metacritic-у, добила је оцену 85 од 100 на основу 40 критика, што значи „универзално признање”. Веб-сајт за прикупљање рецензија Rotten Tomatoes известио је да је 97% од 60 критичара оценило сезону позитивном оценом, са просечном оценом 8,48 од 10. На веб-сајту консензус гласи: „Темељено на истоименом филму у атмосфери, стилу и самој локацији, Фарго представља чудније ликове и нову причу која је стручно изведена с мрачним хумором и необичним преокретима.” Рецензент IGN-а, Рот Корнет, дао је првој сезони 9,7 од 10, хвалећи кастинг, њене тематске везе са филмом и писање. The A.V. Club ју је прогласио шестом најбољом ТВ серијом 2014. године.

#### 2. сезона
Друга сезона је такође наишла на одобрење критичара. На Metacritic-у, добила је оцену од 96 на основу 33 критике, што указује на „универзално признање”. 100% од 60 критика је позитивно на Rotten Tomatoes-у, а просечна оцена је 9,11 од 10. У консензусу сајта стоји: „Друга сезона серије Фарго задржава све елементе због којих је серија постала награђивани хит, успешно испоручујући још једну звездану сагу покрећу фасцинантни ликови, безобразни цинизам и само додир апсурда.”

#### 3. сезона
Трећа сезона добила је признање слично као прве две сезоне. Metacritic јој је доделио оцену 89 од 100 на основу 32 критике, што указује на „универзално признање”. На Rotten Tomatoes-у има рејтинг од 93% са просечном оценом 8,51 од 10 на основу 65 критика. Критички консензус сајта је следећи: „Делимично захваљујући незаборавној двоструком наступу Јуана Макгрегори, Фарго углавном одржава лукаву духовитост и сензибилитет који се није појавио у првим двема сезонама.”

#### 4. сезона
Четврта сезона добила је генерално позитивне критике критичара, мада мање хваљена од претходних сезона. Rotten Tomatoes је прикупио 47 критика и идентификовао 81% њих као позитивне, са просечном оценом 7,29/10. Критички консензус за ову сезону гласи: „Иако се амбициозна четврта сезона серије Фарго бори да одржи замах, добри наступи и промена амбијента чине ангажовано—ако и неуједначено—одступање од норме серије.” На -у, сезона је добила оцену 68/100, на основу критика 33 критичара, што указује на „генерално повољне критике”.

#### 5. сезона
Пета сезона на веб-сајту Rotten Tomatoes има рејтинг одобравања од 93%, на основу 55 рецензија, са просечном оценом 8,5/10. Консензус критичара на сајту гласи: „Враћањем на основе са заплетом који укључује фасцинантну Џуно Темпл и импресивног Џона Хама, пета сезона Фарга је изванредан повратак на врхунски ниво.” На -у, сезона има оцену 80/100 на основу 34 критике, што указује на „генерално повољне рецензије”.

### Признања
Фарго је освојио 51 од својих 226 номинација за награде. Прва сезона добила је 8 номинација награде Еми за ударне термине, док је сама серија освојила награду за најбољу режију и редитељем Колином Баксијем који је освојио награду за најбољу режију мини-серије, филма или драматичног специјала. Добила је додатних 10 номинација Creative Arts Emmy Awards-у, освојивши награду за најбољи кастинг мини-серије, филма или специјала. Добила је осам номинација награде Златни глобус, док је серија освојила награду за најбољу мини-серију или телевизијски филм, и Били Боб Торнтон за најбољег глумца у мини-серији или телевизијском филму. Серија је добила једну номинацију награде Удружења филмских глумаца за Билија Боба Торнтона за најбољег глумца у мини-серији или телевизијском филму.
Додатна признања укључују: топ десет најбољих телевизијских програма 2014. и 2015. Америчког филмског института, Артиос награда за најбољи кастинг, награду Пибоди, седам Телевизијских награда по избору критичара од којих је серија освојила две за најбољу мини-серију и пет пута за глуму Билија Боба Торнтона, Алисон Толман, Кирстен Данст, Џесија Племонса и Џин Смарт, награду Доријан за ТВ драму године, награду Златни филм за најбољу музику, две награде Удружења продуцената Америке за најбољег продуцента телевизије дуге форме и награду Удружења писаца Америке за дугу форму – адаптирану.